# A ciascuno la sua morte
A ciascuno la sua morte è un romanzo di Veit Heinichen pubblicato nel 2001, in Italia nel 2005, dalla casa editrice Edizioni e/o di Roma.
È il primo romanzo della serie incentrata sulle avventure del commissario Proteo Laurenti da cui è stato tratto anche un omonimo film tv della serie televisiva Commissario Laurenti per la ARD (rete televisiva tedesca) nel 2006. Il ruolo del commissario è interpretato dall'attore Henry Hübchen.

## Trama
Nella calda estate del 1999, al largo della Costa dei Barbari, lungo il litorale triestino, viene rinvenuto un motoscafo vuoto appartenente al ricco commerciante e affarista Bruno de Kofersberg, austriaco trapiantato a Trieste: il proprietario risulta scomparso.
Il commissario Laurenti indaga sulla scomparsa dell'uomo (già coinvolto in un caso 22 anni prima) e si muove in un intreccio di interessi privati, affari internazionali, corruzione, traffico di prostitute e rancori personali.

## Personaggi principali
- Laura: moglie del commissario Laurenti;
- Patrizia Isabella Laurenti: figlia del commissario Laurenti;
- Livia Laurenti: figlia del commissario;
- Marco Laurenti: figlio del commissario;
- Sgubin: agente della mobile, fedele collaboratore del commissario;
- Ettore Orlando: capo della Guardia Costiera di Trieste e vecchio amico del commissario;
- Bruno de Kopfersberg: austriaco, proprietario della TIMOIC, commerciante scomparso;
- Spartaco de Kopfersberg: figlio di Bruno;
- Elisa: moglie di Bruno, scomparsa nel 1977;
- Viktor Drakič: procuratore della TIMOIC;
- Eva Zurbano: procuratrice della TIMOIC, ex amante di Bruno de Kopfersberg;
- Tatjana Drakič: sorella di Viktor, attuale amante di Bruno de Kopfersberg;
- Marietta: segretaria del commissario;
- Rossana di Matteo: giornalista de Il Piccolo e amica del commissario;
- Luigi Decantro: scribacchino de Il Piccolo;
- Claudio Fossa: capo della mobile;
- la Lilli: prostituta triestina;
- Olga Chartov: prostituta ucraina;
- Leonid Chartov: fratello di Olga;
- Signora Bianchi: vicina di casa di Olga;
- Benedetto Rallo: direttore della Banca Nordeste;
- Otto Wolferer: politico e affarista austriaco;
- Vincenzo Tremani alias Romano Rossi: esponente della Sacra Corona Unita;
- dott. Cardotta: esponente politico della città.

## Edizioni
- Veit Heinichen, A ciascuno la sua morte, 1ª ed., Roma, Edizioni e/o, novembre 2005,  p. 320, ISBN 88-7641-703-6.
- Veit Heinichen, A ciascuno la sua morte, 2ª ed., Roma, Edizioni e/o, 2007,  p. 384, ISBN 978-88-7641-785-6.